# NGC 4637
NGC 4637 este o galaxie lenticulară situată în constelația Fecioara. A fost descoperită în 1 martie 1854 de către William Parsons, 3rd Earl of Rosse⁠(d).